# Derby Clube Sobralense

O Derby Clube Sobralense é um clube de turfe, esportes equestres e atividades sociais da cidade de Sobral. Foi fundado em 1871 com o nome de Jockey Clube de Sobral, e o clube com o nome atual de Derby Club Sobralense surgiu em 1893,sendo um dos clubes mais antigos do Nordeste do Brasil.

## História

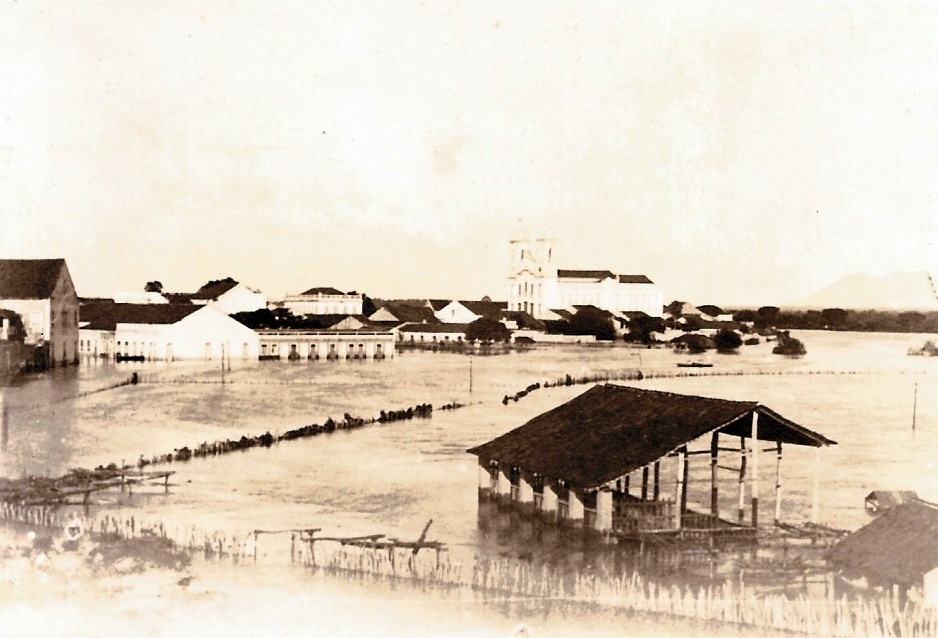
Platéia do antigo hipódromo do Derby Club alagada pela cheia de 1917 do Rio Acaraú no local onde funcionou desde a inauguração até 1955.

Foi fundado em 31 de dezembro de 1871 com o nome de "Jockey Clube de Sobral". Na inaugurção correram cinco páreos organizados à moda inglesa. A programação foi publicada no jornal "O Cearense" de Fortaleza no dia 31 de janeiro de 1872. No primeiro páreo venceu o cavalo Flecha, que percorreu trezentas braças em 59 segundos, inscrito por Francisco Ferreira de Melo, de Aracatiaçu.
O clube paralisou suas atividades devido a seca de 1877 a 1879. Só em 19 de outubro de 1893 voltaria as atividades, reformulando os estatutos e com o nome que vigora desde então. O clube, desde sua fundação, funcionou na área em que atualmente está localizada a estação rodoviária. Se forem considerados o Jockey Clube de Sobral e o Derby Club Sobralense a mesma entidade social, seria o clube de turfe mais antigo do Brasil.
A sede atual foi construida em 1955. Em 1963 aconteceu a primeira festa no Derby, inaugurando a ala social.
A praça de corridas é o Hipódromo Edmilson Moreira ou Hipódromo Sobralense.
Atualmente, O Derby Clube Sobralense passa por uma grande transformação: o registro da união de forças e trabalho, com o respaldo do compromisso, dedicação e responsabilidade, de todos os membros da diretoria do clube e que fazem assim a nova administração do Derby Clube Sobralense, quer tem a frente o turfista Oman Carneiro, que não vem medindo esforços para alavancar o turfe de Sobral, contribuído e incentivando o crescimento do turfe no Nordeste.
No início de 2015 foram restauradas a atividade hípica, pontuando um calendário de eventos desportivos, resgatando o clube de uma fase, até então,considerada ociosa, quando da realização das reuniões turfísticas e provas de grandes prêmios. No intuito de fortalecer o turfe, conferindo a esse esporte a importância da sua historicidade e proximidade com o nascedouro e evolução da cidade, o dinamismo, o resgate do sentimento de paixão, devoção e agregação dos antigos e novos amantes do turfe, está em execução uma série de projetos arquitetônicos, que tornarão ainda mais atrativos e de destaque, a grande e mais antiga instituição desportiva do Ceará: o Derby Clube Sobralense